# 知不足齋叢書

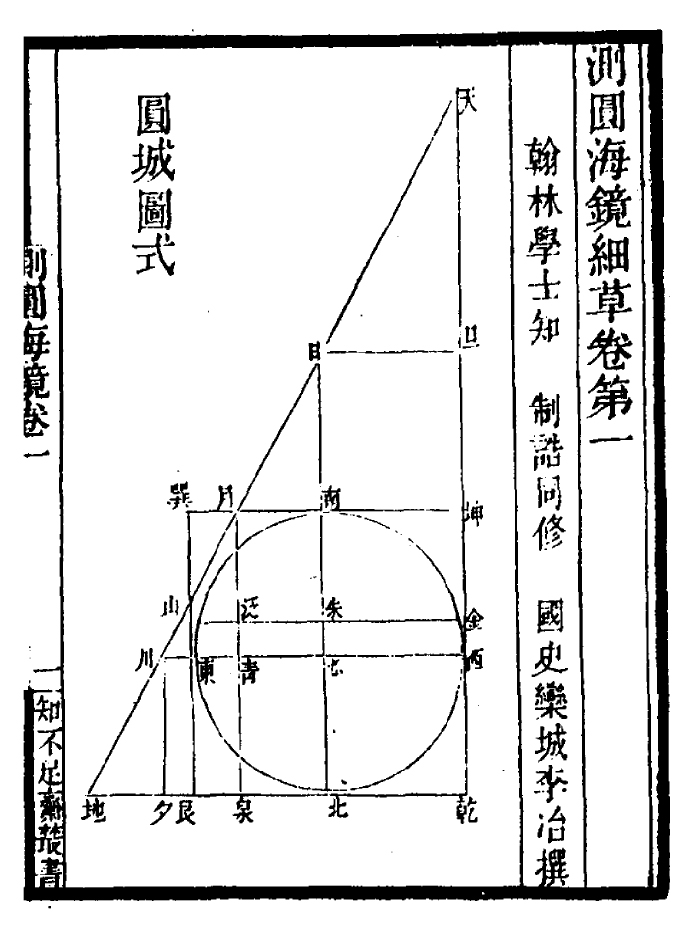
知不足斋丛书《测圆海镜》

《知不足斋丛书》是清朝乾隆嘉庆年間鲍廷博父子刊刻的丛书，共三十集。
鮑廷博精选世所罕見且流传稀少的孤本、珍本、善本，鮑廷博并亲自雠校，注明该书来源，保留了李冶《测圆海镜》和《益古演段》，俞松的《兰亭续考》、程敏政《宋遗民录》、钱大昕《修唐书史臣表》、释文莹《玉壶清活》、洪遵《翰苑选事》、岳珂《愧郯录》等抄本。其中前二十六集由鲍廷博所刻，由於經費不足，開始变卖知不足斋藏书於杭州丁氏、归安陆氏以及仁和劳氏。嘉庆十八年（1813年）浙江巡抚方受畴以此丛书第二十六集进献清仁宗，帝赐鲍廷博为举人，稱其“世衍书香，广刊秘籍”。后二集由其子鲍士恭、孫鮑正言续刻二集，共三十集，七百八十七卷。
《知不足齋叢書》偶有誤抄，如《畫墁集補遺·游師雄墓誌》中“公撫治有經應接多暇不見其勞擾居無事時常親至學舍執經講問”句中，“擾”字誤抄作“優”。